# Frode Scheie
Frode Scheie (* 19. März 1967 in Drøbak, Norwegen) ist ein norwegischer Handballtrainer und ehemaliger Handballtorwart.
Der 1,94 m große Torhüter spielte in der Jugend bei Refstadt/Veitvet, bevor er bei Fyllingen HK in der norwegischen Postenligaen debütierte. Mit Drammen HK gewann er 1996 den City-Cup gegen VfL Hameln. Daraufhin wechselte er zum Finalgegner in die deutsche Handball-Bundesliga. Nach einer Saison schloss er sich der HSG Nordhorn an, mit der er 1999 in die Bundesliga aufstieg. Anschließend wechselte er zum ThSV Eisenach, den er 2001 Richtung SG Flensburg-Handewitt verließ. Mit Flensburg erreichte er das Finale des Europapokals der Pokalsieger 2001/02 und gewann den DHB-Pokal 2002/03.
Mit der norwegischen Nationalmannschaft nahm der 105-malige Auswahlspieler an den Weltmeisterschaften 1997 und 1999 sowie der Europameisterschaft 2000 teil.
Nach seinem Karriereende wurde Frode Scheie Trainer der norwegischen Damenmannschaft Bækkelagets SK und in der Saison 2013/14 von der Herrenmannschaft von Follo HK. Im Mai 2014 wurde er zum Geschäftsführer von Drammen HK bestellt.
Er ist verheiratet mit Ine Beate und hat drei Kinder.